# فیلینگن-اشونینگن
شهر فیلینگن-اشونینگن (به آلمانی: Villingen-Schwenningen) در ایالت بادن-وورتمبرگ در کشور آلمان واقع شده‌است.